# Роблес, Карлос
Карлос Робес-и-Роблес (англ. Carlos Robes y Robles; 15 декабря 1925, Винья-дель-Мар, Вальпараисо — 1 сентября 2018, Сантьяго) — чилийский футбольный арбитр, ранее — хоккеист.

## Биография
До того, как стать футбольным арбитром, Карлос занимался хоккеем с шайбой и становился чемпионом Чили.
В качестве футбольного арбитра обслуживал помимо игр чемпионата Чили игры домашнего для себя чемпионата мира 1962 года (единственный матч между Югославией и Колумбией), Кубков Америки (14 игр в трёх розыгрышах), Межконтинентальных кубков (1976), Кубков Либертадорес (в том числе, 4 финальные игры).
Последний матч в торжественной обстановке Роблес отработал в 1975 году, это была встреча между «Сантьяго Уондерерс» и «Эвертоном».
По окончании судейской карьеры возглавлял судейский комитет Чили, но в 2002 году был отстранён от должности после противоричевых оценок работы арбитров.